# Francesco Zingales
Pour les articles homonymes, voir Zingales.
Francesco Zingales (Longi, 10 janvier 1884 - Milan, 1er décembre 1959) est un général italien, commandant du corps d'armée automoteur et premier commandant du corps expéditionnaire italien en Russie (Corpo di Spedizione Italiano in Russia - CSIR) pendant la Seconde Guerre mondiale. Il commande ensuite les XXe et XXIe corps d'armée en Afrique du Nord italienne et le XXXVe corps d'armée sur le front oriental, au sein de la 8e armée du général Italo Gariboldi. De retour en Italie, à l'été 1943, il prend le commandement du XIIe corps d'armée déployé dans l'est de la Sicile au moment du débarquement en Sicile.

## Biographie
Il est né à Longi, dans la province de Messine, le 10 janvier 1884, fils de Francesco, notaire de profession, et d'Angela Zingales. Après avoir fréquenté l'Académie royale militaire de Modène, dont il sort avec le grade de sous-lieutenant (sottotenente), il participe à la guerre italo-turque où il est décoré de la médaille d'argent et de la médaille de bronze pour sa valeur militaire.
Au cours de la Première Guerre mondiale, en 1915, il se distingue dans le secteur d'Oslavia, où il est blessé au combat le 27 septembre 1915. Il participe ensuite à la prise de Gorizia (août 1916) et à la bataille de Vittorio Veneto (octobre-novembre 1918) en tant qu'officier d'état-major de la 48e division, et à la fin du conflit, il est décoré de deux autres médailles d'argent et d'une médaille de bronze pour valeur militaire et promu major pour mérite de guerre.
En 1925, il est promu colonel et devient commandant du 23e régiment d'infanterie. En 1936, il est promu général de brigade et devient commandant de l'Académie d'infanterie et de cavalerie et de l'École d'application de Parme. En 1939, il est promu général de division et commande la 10e division d'infanterie "Piave". En 1941, il devient général de corps d'armée et prend le commandement du Corps d'armée des transports (Corpo d'Armata Autotrasportato - C.A.T.).
À partir du 13 avril 1941, il participe à l'invasion de la Yougoslavie, étant décoré de la Croix de Chevalier de l'Ordre militaire de Savoie, et en juin de la même année, il prend le commandement du tout nouveau Corps expéditionnaire italien en Russie (Corpo di spedizione italiano in Russia - CSIR). Pendant le voyage de transfert, il tombe malade à Vienne et le 17 juillet il est remplacé par le général Giovanni Messe. Transféré en Afrique du Nord italienne, à partir de décembre il prend le commandement du XXe corps d'armée, et à partir d'avril 1942 du XXIe corps d'armée.
En octobre 1942, il part pour le front oriental et prend le commandement du XXXVe corps d'armée (anciennement C.S.I.R.), en remplacement du général Messe. Le 17 décembre 1942, après la rupture du front du Don, il entame la longue retraite du front russe, et une fois de retour dans sa patrie, le 12 juillet 1943, il est nommé commandant du XIIe corps d'armée, déployé en Sicile orientale à la place du général Mario Arisio, après le débarquement allié en Sicile.Le 16 août, le corps d'armée quitte définitivement la Sicile pour être réorganisé, jusqu'au 13 septembre 1943, date à laquelle il est dissous.

## Distinctions honorifiques
- Chevalier de l'Ordre militaire de Savoie - 12 janvier 1942
 - Officier de l'Ordre militaire de Savoie - 9 juin 1943
 -Médaille d'argent de la valeur militaire
- En tant que commandant de la section de mitrailleuses, bien qu'il ait eu cinq militaires blessés et quatre souffrant d'insolation, il a réussi avec courage et intelligence à faire fonctionner la section de façon brillante, en effectuant personnellement les tirs dans la dernière phase de la bataille. Lorsqu'il a dû battre en retraite, faute de personnel, il a lui-même porté une mitrailleuse pendant un certain temps, donnant ainsi l'exemple de la constance et de l'énergie. Regdaline, 15 août 1912.
 -Médaille d'argent de la valeur militaire
- Pour sa belle conduite dans les combats qui ont conduit à la prise de Gorizia, où il a travaillé efficacement, non seulement dans les services d'état-major qui lui ont été confiés, mais aussi en prenant part volontairement aux actions des troupes, qu'il a su pousser à l'assaut avec éclat et audace. Gorizia, du 6 au 16 août 1916.
 -Médaille d'argent de la valeur militaire
- Dans toutes les batailles auxquelles il a participé, et surtout dans celles qui ont abouti à la conquête d'une position importante, il a brillé dans les moments les plus difficiles par sa vaillance et son mépris du danger, qu'il a toujours affronté avec sérénité, donnant ainsi un exemple admirable aux troupes qu'il menait au combat. Oslavia, 27 septembre 1915.
 - Médaille de bronze de la valeur militaire
- Il a fait une belle démonstration de courage et d'initiative en dirigeant la section de mitrailleuses sous le feu nourri de l'ennemi. Bir Mofsel (Tobrouk), 12 mars 1912.
 - Médaille de bronze de la valeur militaire
- Officier supérieur d'état-major, chargé d'une mission spéciale de confiance pour diriger le coulage d'un pont, il a réussi la tâche précédemment tentée en vain, surmontant les difficultés posées par l'ennemi et le fleuve avec une énergie et une vaillance exemplaires. Bien que souffrant d'une légère intoxication aux gaz toxiques, il a suivi les opérations qui ont suivi et qui se sont soldées par une victoire complète de nos troupes. Nervesa-Fadalto-Belluno, 29 octobre-3 novembre 1918.

## Source
- (it) Cet article est partiellement ou en totalité issu de l’article de Wikipédia en italien intitulé « Francesco Zingales » (voir la liste des auteurs).

## Publications
- (it) La conquista di Gorizia, Administration générale de l'État-Bibliothèque, Rome, 1925.